# セルビア石油産業

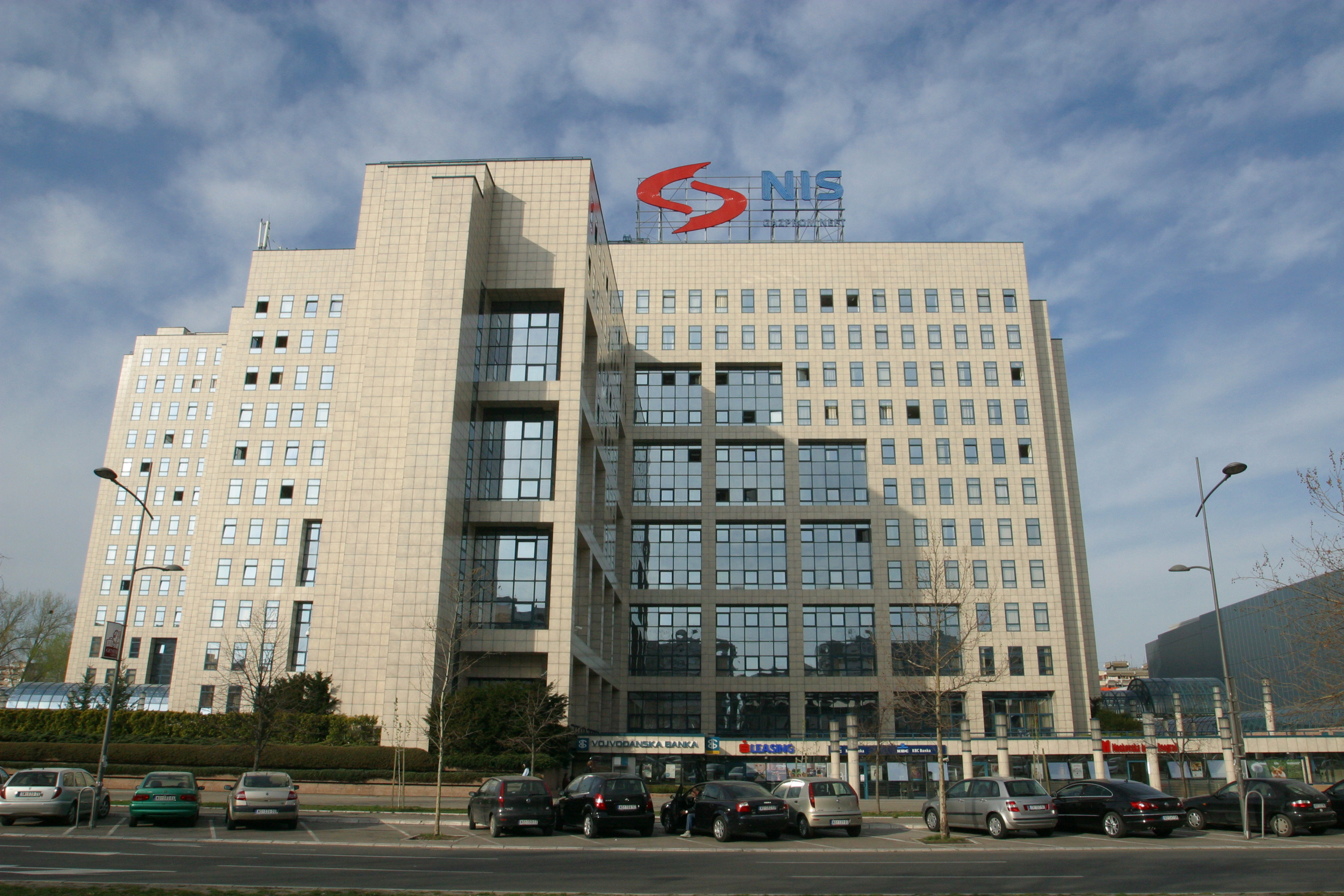
本社ビル

セルビア石油産業（セルビア語: Нафтна Индустрија Србије (略称：NIS 英語: Petroleum Industry of Serbia)）は、セルビア共和国の石油精製・販売企業である。

## 概要

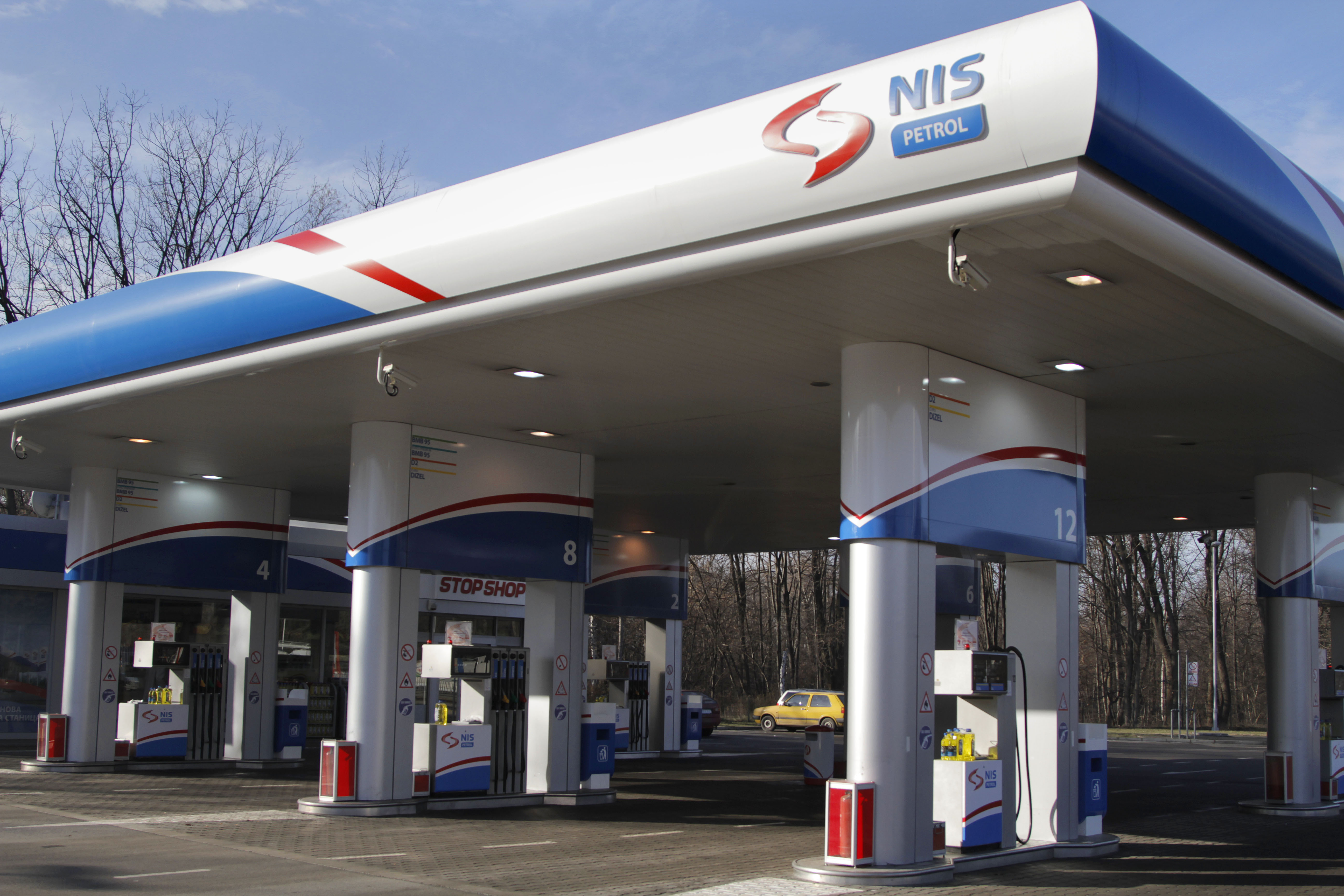
「NIS PETROL」ブランドのガソリンスタンド

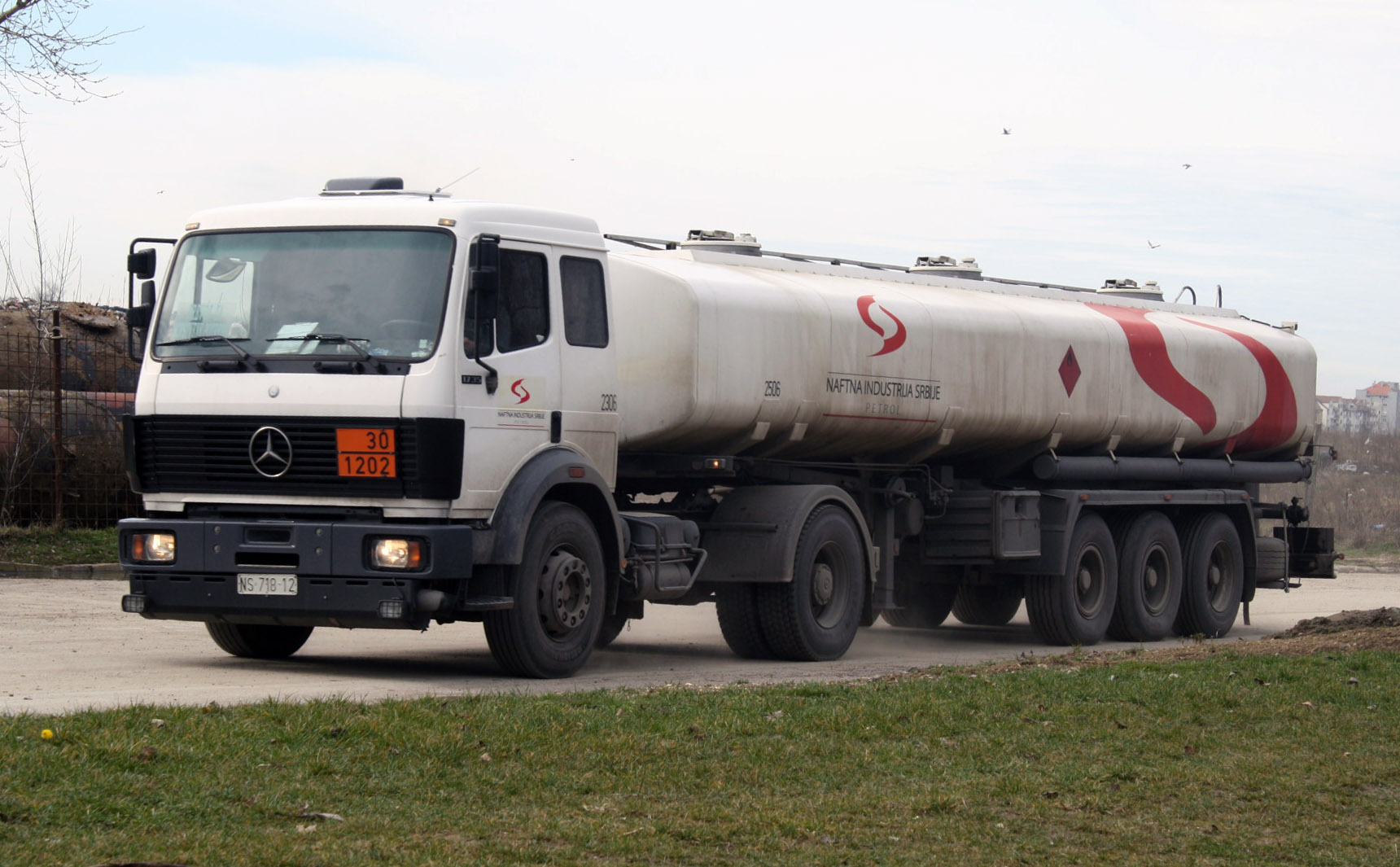
タンクローリー

ユーゴスラビアの石油公社Naftagasを継承した企業で、石油精製及び原油・石油製品輸入を行う企業としてはセルビア最大手である。
また、セルビア国内に480箇所のガソリンスタンドを含む製品販売網を有している。ブランド名は「NIS PETROL」。
国営企業であったが、民営化が推進されており、2009年2月には株式の51％がロシアの石油大手ガスプロムネフチ（天然ガス企業ガスプロムの関連会社）に売却されている。2011年時点での出資比率は、ガスプロムネフチ56.5％・セルビア政府30％・一般公開株式13.5％となっている。
2010年代以降、ブルガリア、ルーマニア、ボスニア・ヘルツェゴビナなどの近隣諸国においても製品販売網の拡大等の事業展開を図っている。
本社所在地はセルビア北部にあるヴォイヴォディナ自治州の州都ノヴィ・サド。

## 沿革
- 1991年 - ユーゴスラビアの石油公社Naftagas（1949年設立）を改組し、発足。
- 1999年 - コソボ紛争で、各製油所がNATO軍による空爆を受ける。
- 2005年10月 - 天然ガス事業部門を分離し、セルビアガスを設立。
- 2008年12月 - セルビア政府・ガスプロムネフチ間で、NISの株式売買契約成立。
- 2009年2月 - ガスプロムネフチによるNIS株式51％の取得完了。

## 製油所
パンチェヴォ、ノヴィ・サドに製油所を設置しており、キキンダ、スルボブラン（en:Srbobran）等の国内油田産出原油及び輸入原油の精製を行っている。原油処理能力は、パンチェヴォ製油所が9.8万BPD、ノヴィ・サド製油所が11.7万BPD。コソボ紛争では各製油所がNATO軍による空爆を受け、生産能力が大きく低下した。ガスプロムネフチの資本参加後は、同社の支援を受け、2009年からパンチェヴォ製油所の近代化改修を行い、環境規制ユーロ5基準を満たす石油製品の生産体制を構築する計画を推進しており、2012年に完了した。引き続き、ノヴィ・サド製油所の改修も進められている。
これらの製油所は、ユーゴスラビア時代に建設されたアドリアパイプライン（en:Adria oil pipeline）によって、ボスニア・ヘルツェゴビナのボサンスキ・ブロド、クロアチアのシサク、リエカを経てリエカ港近くのオミシェリ備蓄基地まで結ばれている。

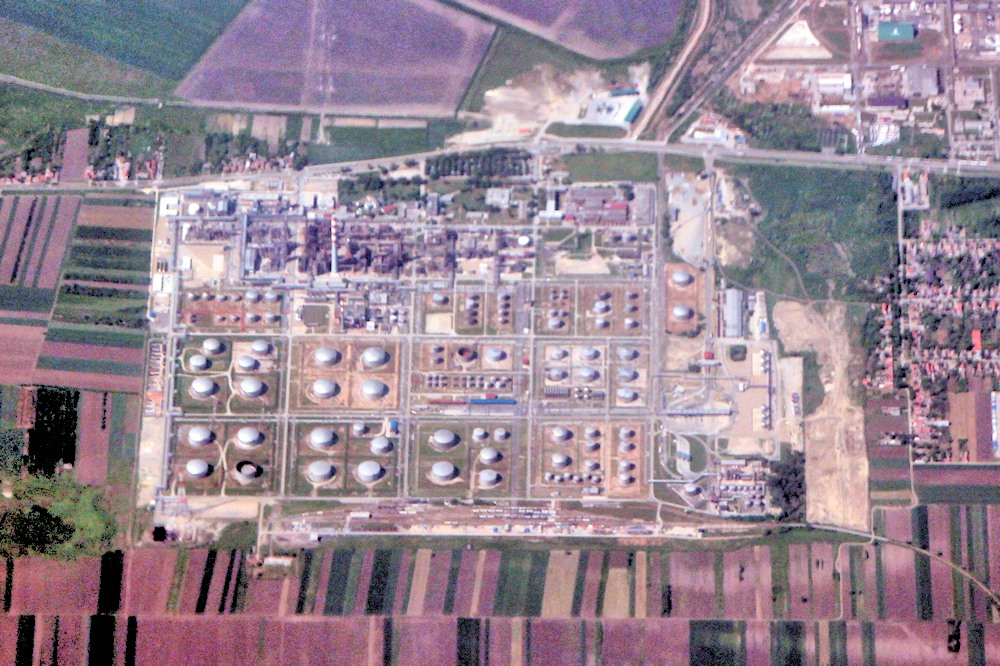
パンチェヴォ製油所（空撮）
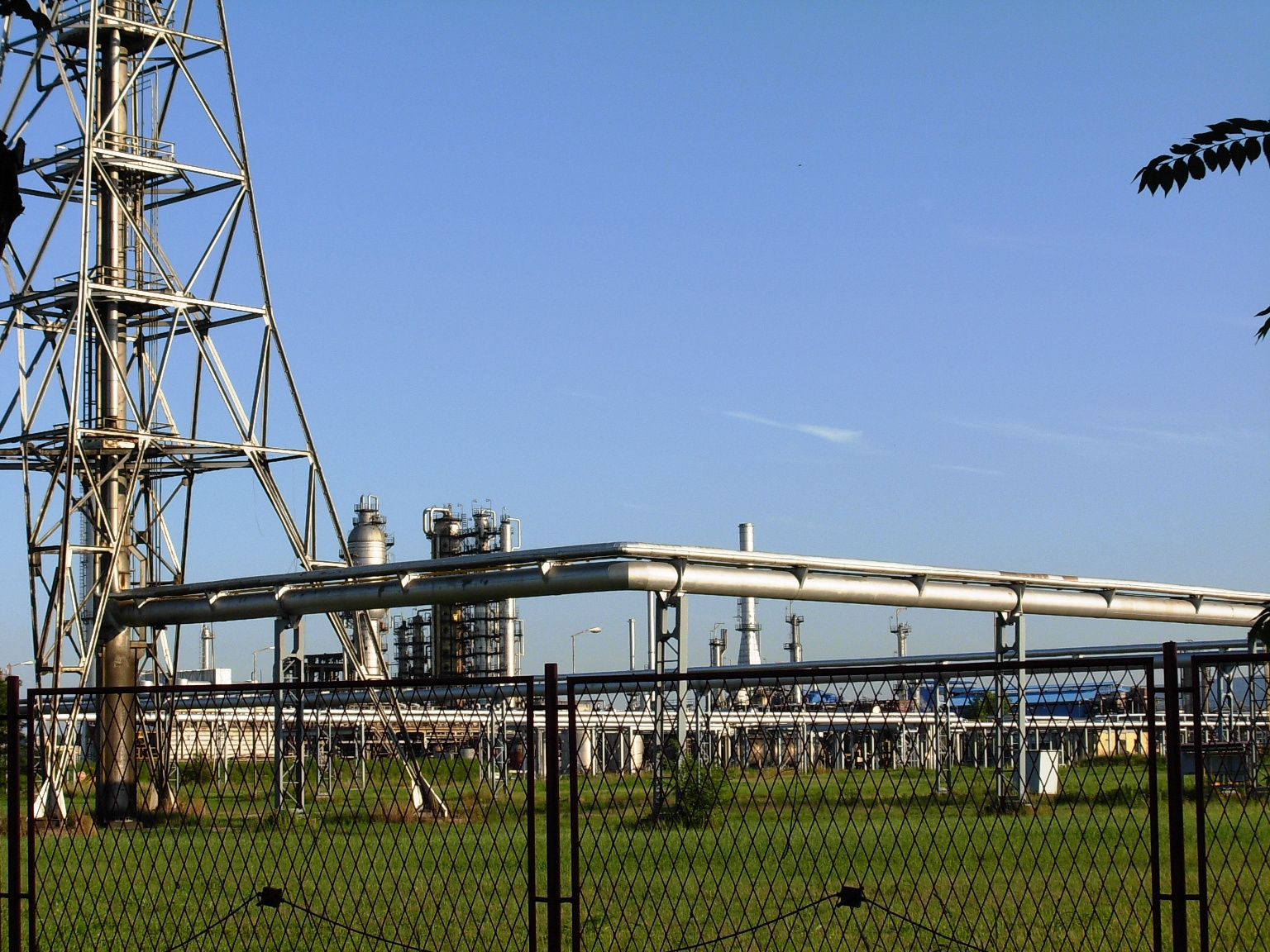
ノヴィ・サド製油所

## 参考
- 大塚真彦 『旧ユーゴ便り』 第17回配信「エコロジーの相当ヤバい話」1999年4月・第58回配信「送油管を逆流させろ」2002年6月